# Cebuella
Gli uistitì pigmei (Cebuella J. E. Gray, 1866) sono un genere di primati appartenenti alla famiglia dei Callitricidi. Sono le più piccole scimmie propriamente dette, diffuse nelle regioni occidentali del Sud America. Vivono in gruppi sociali e si nutrono principalmente di linfa e resina degli alberi.

## Descrizione
Gli uistitì pigmei hanno una lunghezza testa-tronco compresa tra 12 e 15 centimetri, mentre la coda, lunga da 17 a 23 centimetri, supera nettamente il corpo. Pesano tra 85 e 140 grammi, il che li rende le scimmie più piccole esistenti – ma non i primati più piccoli, poiché ad esempio i microcebi sono ancora più minuti.
Il loro pelo è particolarmente folto sulla testa, dove cresce all'indietro, e ha una colorazione marrone scuro o grigio-bruna sulla testa e sulla nuca. Il dorso è generalmente grigio, con frequenti screziature nere o verdastre. L'addome è di colore variabile, dal giallo-bruno al biancastro a seconda della specie, mentre le zampe presentano una tonalità giallo-arancio. La lunga coda folta è caratterizzata da anelli alternati neri e grigi. Sul labbro superiore hanno due caratteristiche macchie bianche, mentre una striscia bianca percorre anche il naso. Come tutti i Callitricidi, possiedono artigli invece che unghie sulle dita delle mani e dei piedi (eccetto gli alluci).

## Distribuzione e habitat

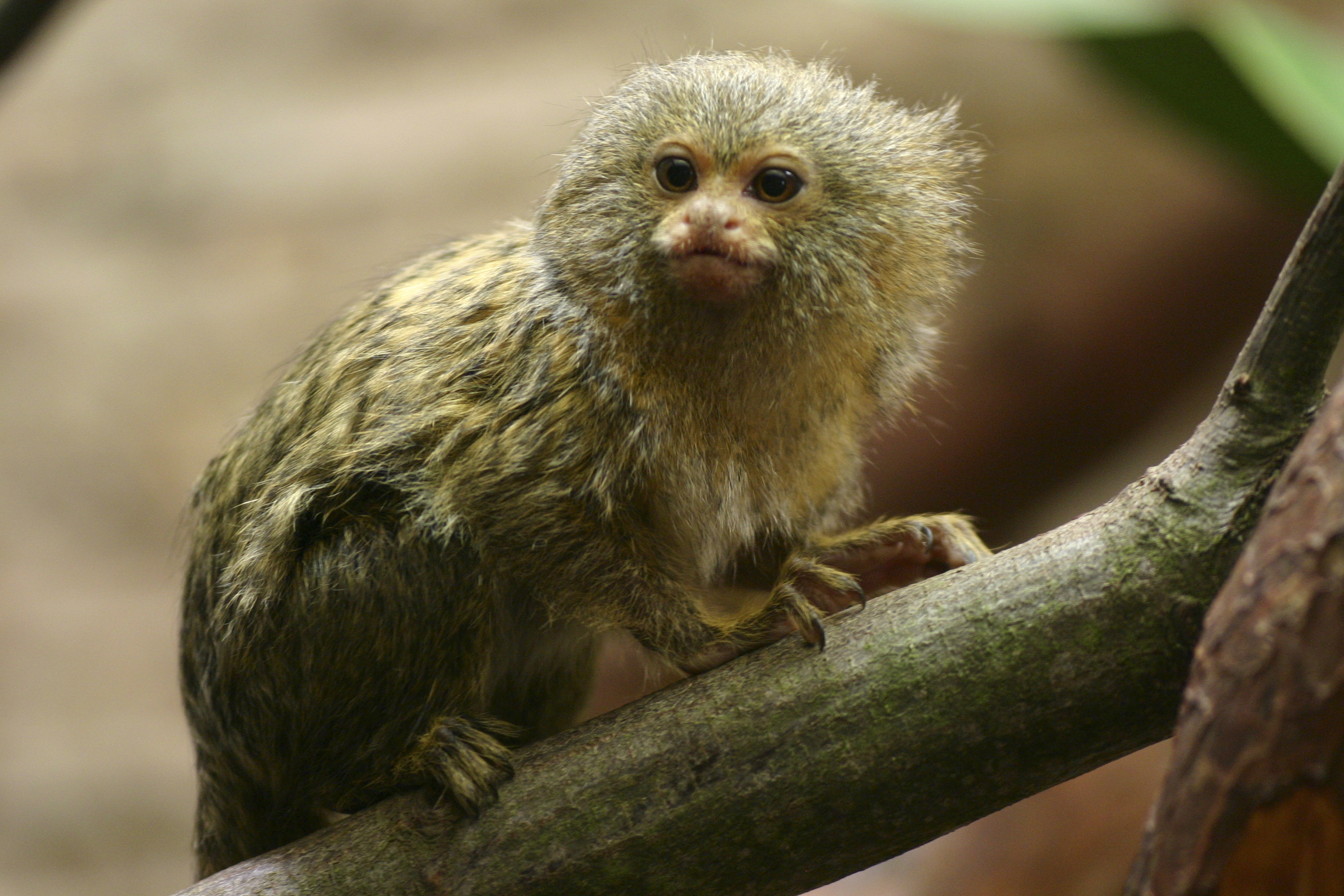
Uistitì pigmeo

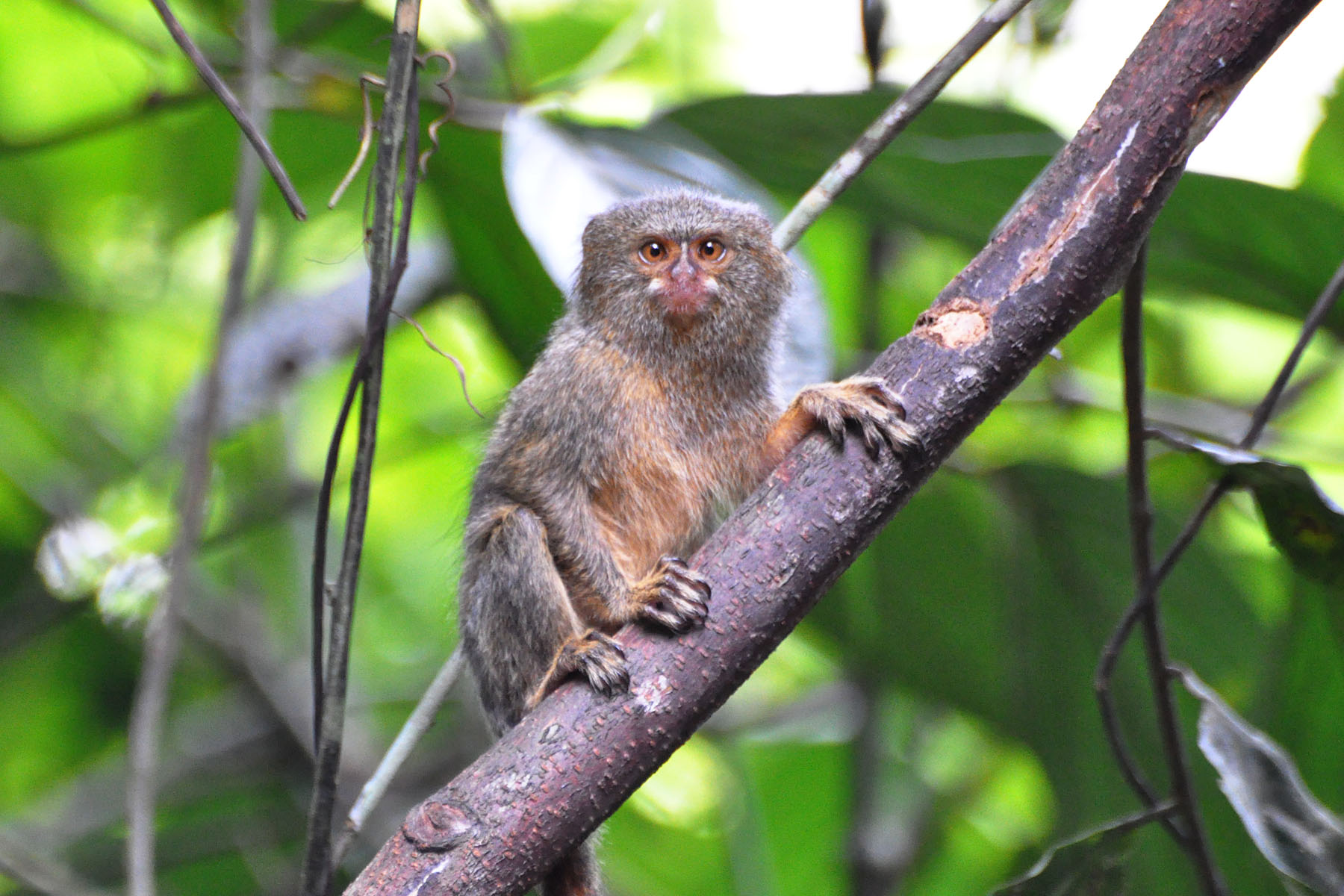
Uistitì pigmeo settentrionale

Gli uistitì pigmei vivono nel bacino amazzonico occidentale, in una regione compresa tra il Rio Japurá a nord e il Rio Madeira a est e sud. Il loro areale include quindi porzioni del Brasile occidentale, della Colombia meridionale, dell'Ecuador orientale, del Perù orientale e del nord della Bolivia. Questi primati abitano prevalentemente le foreste pluviali tropicali, in particolare quelle di pianura periodicamente inondate lungo i corsi d'acqua, ma sono presenti anche in foreste di terraferma (terra firme), boschetti di bambù, fitte boscaglie di liane e foreste secondarie. Gli uistitì pigmei condividono spesso l'habitat con varie specie di tamarini. Nelle zone dove i due gruppi coesistono, i tamarini sono generalmente più numerosi nelle foreste di terraferma, che non vengono inondate nella stagione delle piogge, mentre sono meno comuni nelle foreste fluviali, preferite invece dagli uistitì pigmei.

## Biologia

### Comportamento
Gli uistitì pigmei sono scimmie arboricole attive durante il giorno, con picchi di attività soprattutto nelle ore del mattino e nel tardo pomeriggio. Solitamente trascorrono la notte nascosti nel fitto della vegetazione e, più raramente, all'interno di cavità degli alberi. Si spostano principalmente camminando a quattro zampe sui rami orizzontali, ma sono anche ottimi saltatori e, grazie ai loro artigli, riescono ad arrampicarsi facilmente sia in salita che in discesa lungo i tronchi degli alberi.
Vivono in gruppi sociali di dimensioni comprese tra i due e i nove individui, solitamente formati da uno o due maschi adulti, una o due femmine adulte e dai loro piccoli. Nel caso in cui siano presenti più femmine, solo una di esse diventa dominante e si riproduce, mentre l'altra rimane subordinata. Un importante elemento nelle interazioni sociali è il grooming, ossia la cura reciproca del pelo.
Ogni gruppo occupa territori molto ridotti, con una superficie compresa tra 0,3 e 0,5 ettari, spesso incentrati attorno a un albero particolarmente adatto per estrarre linfa e resine. Quando la produzione di linfa diminuisce, il gruppo cerca un nuovo territorio, generalmente situato nelle vicinanze del precedente. I territori dei diversi gruppi non si sovrappongono e le interazioni tra gruppi vicini sono estremamente rare.

### Alimentazione

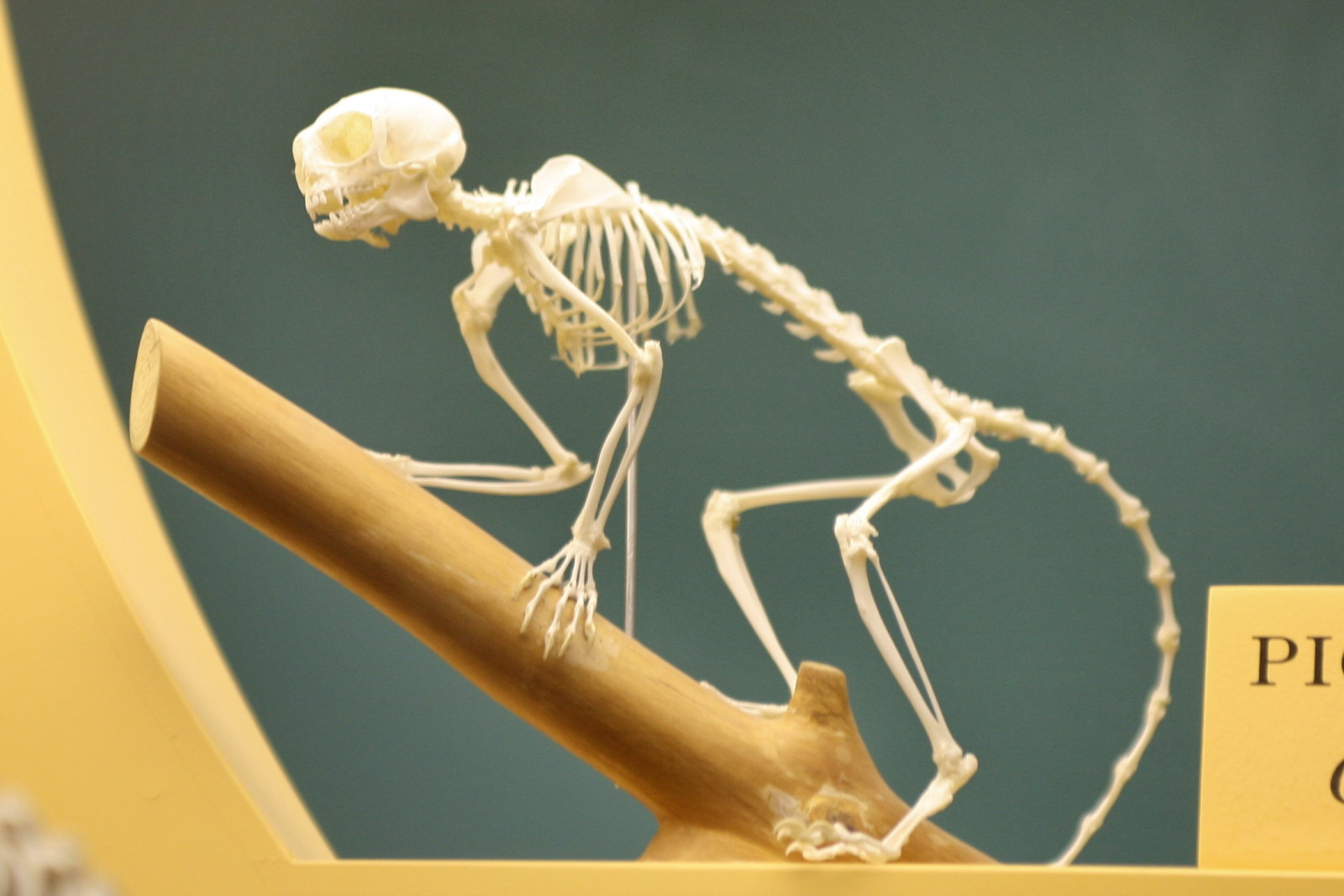
Scheletro

La dieta degli uistitì pigmei è costituita principalmente da linfa e resina degli alberi (dal 60 all'80%) e da piccoli animali (12-16%). Come tutti gli uistitì, grazie ai loro denti inferiori specializzati, sono capaci di incidere la corteccia degli alberi per raggiungere queste risorse alimentari. Tra i piccoli animali di cui si nutrono vi sono cavallette, coleotteri, farfalle, formiche e ragni. In misura minore consumano anche frutti, germogli, altri elementi vegetali e occasionalmente piccoli vertebrati.

### Riproduzione
In genere, all'interno del gruppo, soltanto la femmina dominante si riproduce, mentre gli altri membri del gruppo contribuiscono alla cura dei piccoli. Se nel gruppo sono presenti più maschi adulti, uno di essi assume un ruolo dominante, impedendo agli altri di accoppiarsi con la femmina principale.
Dopo una gestazione di circa 140 giorni, nascono solitamente due gemelli dizigoti, caratteristica comune a tutti i Callitricidi. Il padre e gli altri membri del gruppo partecipano attivamente all'allevamento dei piccoli: li trasportano, giocano con loro e li affidano alla madre solo per l'allattamento. I piccoli vengono svezzati all'età di circa tre mesi. La maturità sessuale sopraggiunge nel secondo anno di vita, ma a causa della struttura sociale tipica di questi animali, generalmente gli individui non iniziano a riprodursi immedatamente dopo il raggiungimento della maturità. La loro aspettativa di vita è di circa 12 anni.

## Conservazione
Nonostante abbiano un'elevata capacità riproduttiva e non siano particolarmente esigenti in termini di habitat, gli uistitì pigmei sono classificati dall'IUCN come vulnerabili (Vulnerable). La principale minaccia per entrambe le specie è rappresentata dalla cattura a scopo di commercio illegale, poiché vengono frequentemente venduti come animali domestici.

## Tassonomia
Gli uistitì pigmei costituiscono il genere autonomo Cebuella all'interno della famiglia dei Callitricidi. L'attribuzione di questo gruppo a un genere separato è motivata principalmente dalle dimensioni corporee notevolmente inferiori rispetto agli altri generi di Callitricidi e da differenze anatomiche nella struttura del pene. In precedenza erano stati spesso collocati all'interno del genere Callithrix. Dal punto di vista filogenetico, il genere Cebuella è considerato il gruppo fratello del genere Mico (gli uistitì amazzonici). Il Rio Madeira, affluente di destra del Rio delle Amazzoni, costituisce il confine geografico naturale che separa l'areale degli uistitì pigmei da quello degli uistitì amazzonici.
Il nome scientifico Cebuella deriva dal greco kébos («scimmia») e dal suffisso diminutivo latino -ellus, con il significato letterale di «piccola scimmia».
Attualmente, all'interno del genere Cebuella vengono riconosciute due specie:
- lo uistitì pigmeo settentrionale (Cebuella pygmaea [von Spix, 1823]), caratterizzato da un addome giallastro-marrone chiaro, che non è nettamente distinto dal dorso screziato di bruno-olivastro. Questa specie è diffusa nell'area a nord del Rio delle Amazzoni e a sud del Rio Japurá;
- lo uistitì pigmeo meridionale (Cebuella niveiventris Lönnberg, 1940), che presenta una chiara distinzione cromatica tra l'addome bianco e il resto del corpo, oltre a parti interne degli arti anch'esse bianche, che diventano progressivamente più giallastre verso mani e piedi. Questa specie occupa la regione compresa tra il Rio delle Amazzoni, il Rio Madeira e le pendici orientali delle Ande.[1]

Originariamente, entrambe queste forme erano considerate sottospecie di una singola specie (C. pygmaea). Tuttavia, dal gennaio 2020 l'Unione internazionale per la conservazione della natura (IUCN) riconosce ufficialmente entrambe come specie distinte. Questa suddivisione è confermata da analisi molecolari, che mostrano una divergenza genetica tra le due specie significativamente maggiore rispetto alle differenze interne alle singole specie stesse. La separazione tra queste due specie di uistitì pigmei è avvenuta circa 2,5 milioni di anni fa, al passaggio tra il Pliocene e il Pleistocene. Pertanto, la divergenza tra le due specie di Cebuella risulta addirittura superiore a quella riscontrata tra due specie affini di tamarini, il tamarino calvo (Saguinus bicolor) e il tamarino di Martins (Saguinus martinsi).
Infine, nel bacino superiore del Rio Juruá, nello stato brasiliano di Acre, è presente un'altra popolazione di uistitì pigmei dalla colorazione del pelo più scura. Non è ancora stato chiarito se questa popolazione rappresenti una nuova specie distinta o una sottospecie dell'uistitì pigmeo meridionale.